# Tatler (1843)
El bergantín Tatler fue un buque que prestó servicios en la Armada Argentina durante la "Guerra Grande".

## Historia
El Tatler era un mercante propiedad de Nelson Hartwig.
Durante la Guerra Grande el Tatler fue fletado por la Confederación Argentina el 1 de abril de 1843 e incorporado a la escuadra conservando su nombre y mando, al ser incorporado Hartwig con el grado de teniente de marina.
Armado con 1 cañón de a 12, fue utilizado al comienzo en tareas de transporte y correo a la Banda Oriental, sirvió luego de base de operaciones de inteligencia al agente Fernando Oyuela. Finalizada la misión del agente enviado por Juan Manuel de Rosas el Tatler fue destinado nuevamente a operaciones logísticas hasta ser retirado del servicio tras la batalla de la Vuelta de Obligado